# Марийская государственная филармония имени Якова Эшпая
Марийская государственная филармония имени Якова Эшпая — главная концертная организация Республики Марий Эл. Организационно-правовая форма — государственное автономное учреждение культуры. Названа в честь марийского композитора и хормейстера Якова Андреевича Эшпая.

## История
Марийская государственная филармония создана Постановлением Совета народных комиссаров Марийской АССР 31 августа 1938 года. В течение года было организовано 114 концертов. 23 июля 1939 года, согласно решению правительства МАССР, при филармонии создан ансамбль песни и пляски (руководитель Искандаров А. И.), симфонический оркестр, духовой оркестр. Основу ансамбля составляла хоровая группа, национальный колорит выступлений хора создавал ансамбль гусляров, под управлением Тойдемара П. С., вошедший в коллектив в 1940 году.

## Директора
- Емельянов Михаил Александрович (1958—1965)
- Виногоров Иван Александрович (1965—1981)
- Егоров Иван Ильич (2007—2017)
- Пуртов Андрей Петрович (2020—2025)
- Паскичев Алексей Анатольевич (с 2025)

## Коллективы
- Государственный ансамбль танца «Марий Эл». Главный балетмейстер — народный артист Республики Марий Эл, заслуженный артист России Асмаев Славик Михайлович[3]. Дирижёр оркестра — Пчёлкин Сергей Александрович.
- Государственный оркестр народных инструментов «Марий кундем» им. С. Элембаева[4]. Художественный руководитель — народный артист Республики Марий Эл Алексей Васильевич Волков[5].
- Марийская государственная капелла имени Алексея Искандарова.
- Ансамбль народной песни «Эренер». Главный хормейстер — заслуженный работник культуры Республики Марий Эл Чернова Светлана Васильевна.
- Театр песни им. П. С. Тойдемара.

Собственный концертный зал у филармонии отсутствовал на протяжении всей её деятельности до августа 2021 года, когда состоялось открытие нового собственного здания культурного учреждения.

## Здание
Филармония с момента создания более восьмидесяти лет вела свою культурно-просветительскую деятельность на арендуемых площадках других театральных учреждений. Строительство трёхэтажного собственного здания на набережной Йошкар-Олы было начато в 2014 году за счёт средств республиканского бюджета, но в связи с отсутствием финансирования осенью 2017-го было приостановлено. Благодаря включению объекта в нацпроект «Культура» работы возобновились в 2020 году. 13 августа 2021 года состоялось открытие нового филармонийного здания, общая стоимость строительства которого составила более 650 млн рублей. В оформлении здания использованы национальные мотивы. Зрительный зал рассчитан на 356 мест: партер — на 232 посадочных места, ещё 23 расположены в ложе, 101 — на балконе. Основной отделочный материал гостевых пространств — гранит. Созданы просторные репетиционные помещения, установлено современное оборудование.